# 漢斯·弗里切

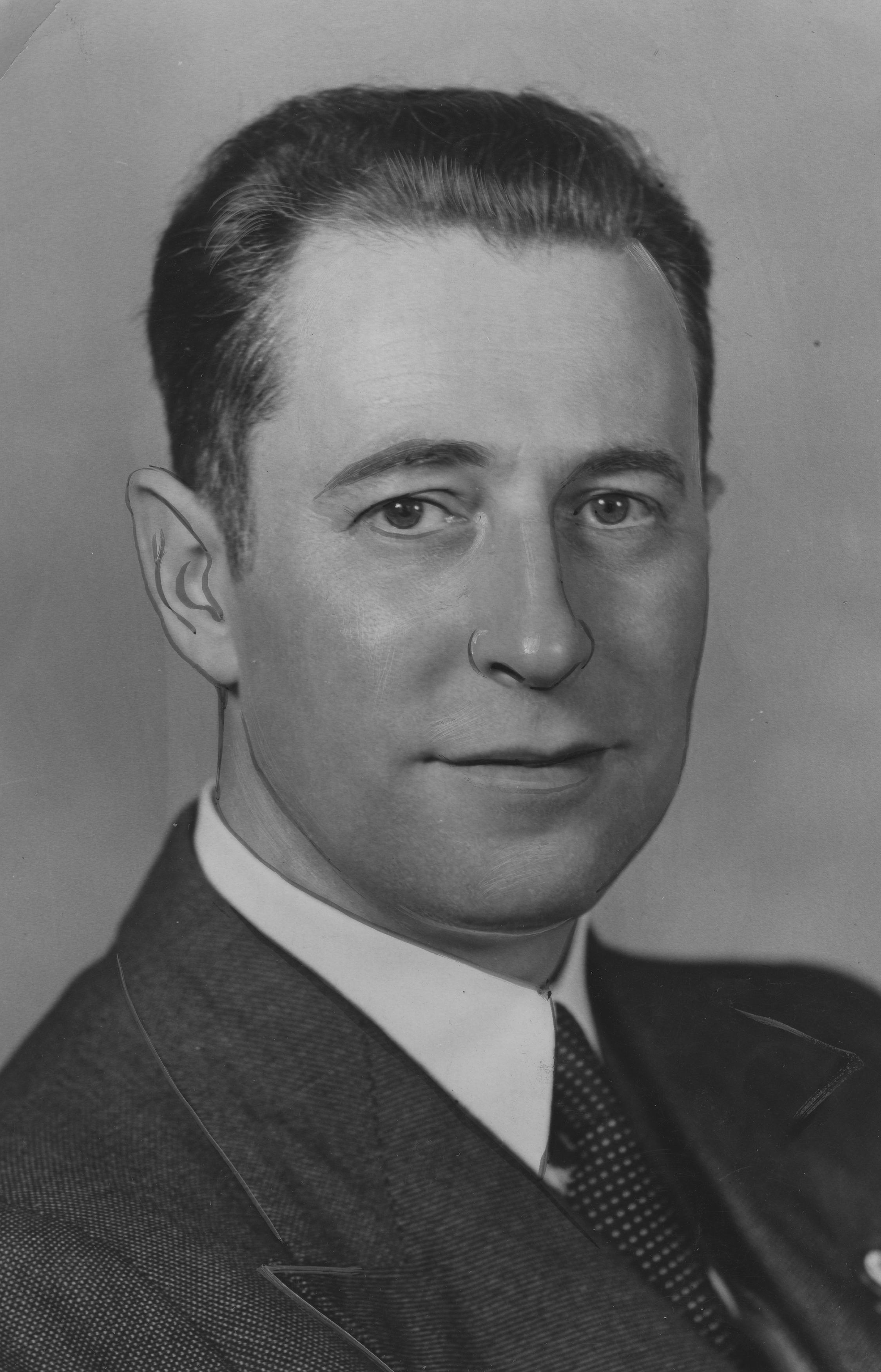
汉斯·弗里切

汉斯·格奥尔格·弗里切（德語：Hans Georg Fritzsche，1900年4月21日—1953年9月27日），德国记者、纳粹德国高级官员。
出生在鲁尔区的波鸿，1917年加入德国陆军。一战以后曾进入大学学习，后来成为一名记者，进入新闻界，为德国政府做媒体广播宣传。1933年5月1日加入纳粹党。
在纳粹德国期间担任国民教育与宣传部的国内新闻司司长，在戈培尔的指示下，用新闻向德国民众传播灌输纳粹的意识心态。德国在二战中战败之后，他被逮捕，在纽伦堡审判中被判无罪释放，但后来被西德政府判处九年监禁。1950年9月获释出狱，不久后死于癌症。